# かおりっきぃ☆
かおりっきぃ☆（1981年10月14日 - ）は、日本のパチンコ・パチスロ関連ライター。東京都出身。身長154cm。

## 人物・経歴
東京都・埼玉県・千葉県を活動範囲とし、『パチンコ必勝ガイド』（白夜書房→ガイドワークス）のライターとして活躍中である。
ライターの仕事をする前は、量販店で携帯電話を売る仕事をしていたが、その仕事を辞めて半年間パチンコ・パチスロしかしていなかった時期があった。その時にゼットン大木と知り合う機会があり、パチンコ必勝ガイドを紹介されて24歳の時にライターになった。
MONDO TVの『パチンコ勝ち台実戦チェック!』『パチンコ王座モンド21杯』などパチンコやパチスロに関連するテレビ番組への出演や、ラジオNIKKEIの『パチパチ大道場』のパーソナリティも務めている。
パチンコで好きな機種はCR新世紀エヴァンゲリオン全般、CR花の慶次全般。
『木村魚拓の窓際の向こうに』（パチンコ★パチスロTV!）の出演時、年間収支を聞かれ「プラス400万」と答えていた。
『パチンコ勝ち台実戦チェック!2』で共演するヒラヤマンなど、親しい関係者からはりっきぃとさらに縮めて呼ばれることが多い。
プロフィール上、既婚であるかどうかは公表されていなかったが、2015年3月に自身の妊娠が発表され、未婚のまま母となる。これに伴い出演番組の降板が発表された。

## 主な出演番組

### テレビ
- パチンコ勝ち台実戦チェック! （2007年9月 - 2010年1月、MONDO21）
- パチンコ王座モンド21杯 （MONDO21）
- パチンコ激闘伝!実戦守山塾 （MONDO21）
- 守山アニキ&ポロリの最強勝負師伝説 #1 （2009年9月、MONDO21）
- 検証!パチンコ都市伝説 （2009年12月22日、MONDO21）
- 真王伝説 （2009年7月 - 9月、テレビ埼玉）
- パチンコ勝ち台実戦チェック!2 （2010年4月 - 2014年3月、MONDO21→MONDO TV）
- 今夜もドル箱S（2011年4月 - 2013年9月、テレビ東京）
- 水瀬&りっきぃ☆のロックオン（パチンコ★パチスロTV!）
- ガールズパチンコリーグ（2014年3月 - 、MONDO TV）

### ラジオ
- パチパチ大道場 （ラジオNIKKEI）